# Monument en mémoire des victimes du franquisme en raison de leur orientation sexuelle
Le Monument en mémoire des victimes du franquisme en raison de leur orientation sexuelle est un monolithe de pierre, sculpture de l'artiste basque Koldobika Jauregi.
Situé à Durango, en Biscaye, il est dédié à toutes les victimes de la répression franquiste en raison de leur orientation sexuelle.

## Situation
Le mémorial, est érigé dans le quartier de Landako, près du pavillon qui abrite chaque année la Foire du Livre et du Disque de Durango. Le lieu est choisi pour avoir été en 1976 témoin d'un acte précurseur de l'égalité des droits des personnes homosexuelles au Pays basque.

## Description
Le mémorial est constitué d'un monolithe ou « menhir », accompagné d'un texte en basque du poète Jon Maia.

## Histoire
Le monument est inauguré en le 16 mai 2009, la veille de la Journée mondiale contre l'homophobie, la transphobie et la biphobie, un an après l'inauguration du Mémorial aux homosexuels persécutés pendant la période nazie de Berlin.
Il est dédié au souvenir des personnes « persécutées et sujettes à la répression du régime franquiste en raison de leur orientation sexuelle et affective ».